# رانسوم أسا مور
رانسوم أسا مور (بالإنجليزية: Ransom Asa Moore)‏ هو أستاذ جامعي أمريكي، ولد في 5 يونيو 1861 في مقاطعة كيواوني في الولايات المتحدة، وتوفي في 26 فبراير 1941 في ماديسون في الولايات المتحدة.